# Enrico Fermi

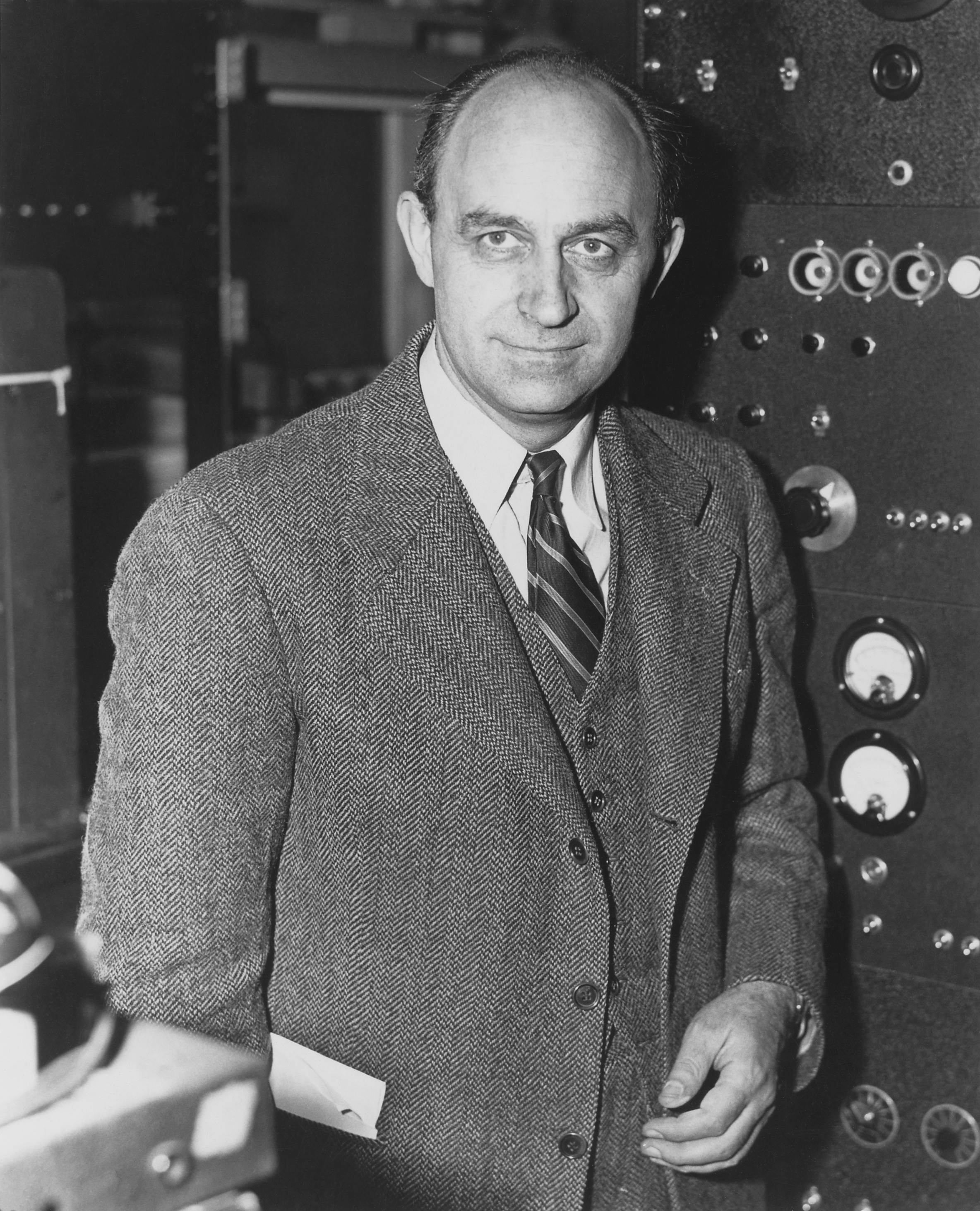
Enrico Fermi

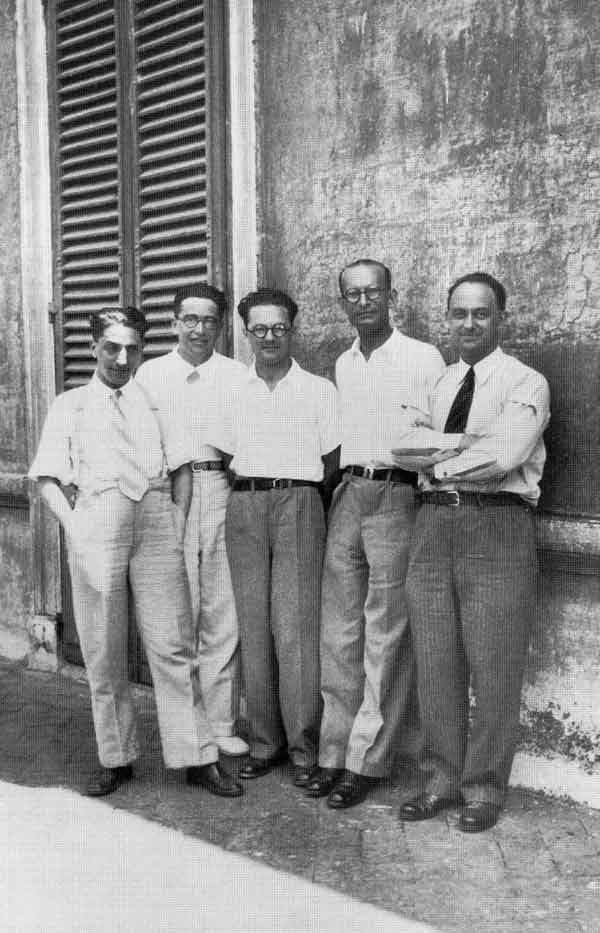
Die Physikgruppe um Enrico Fermi im Hof des Instituts für Physik (Via Panisperna) in Rom 1934 oder kurz danach, von links: Oscar D’Agostino, Emilio Segrè, Edoardo Amaldi, Franco Rasetti und Enrico Fermi

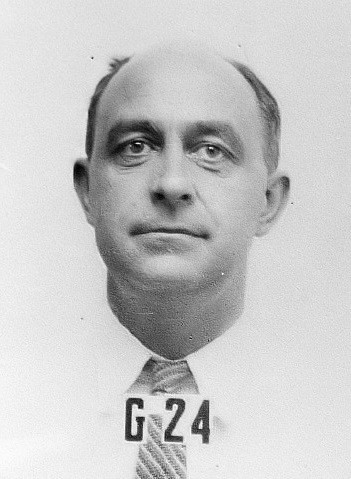
Enrico Fermi – Foto seines Los-Alamos-Dienstausweises (Zweiter Weltkrieg)

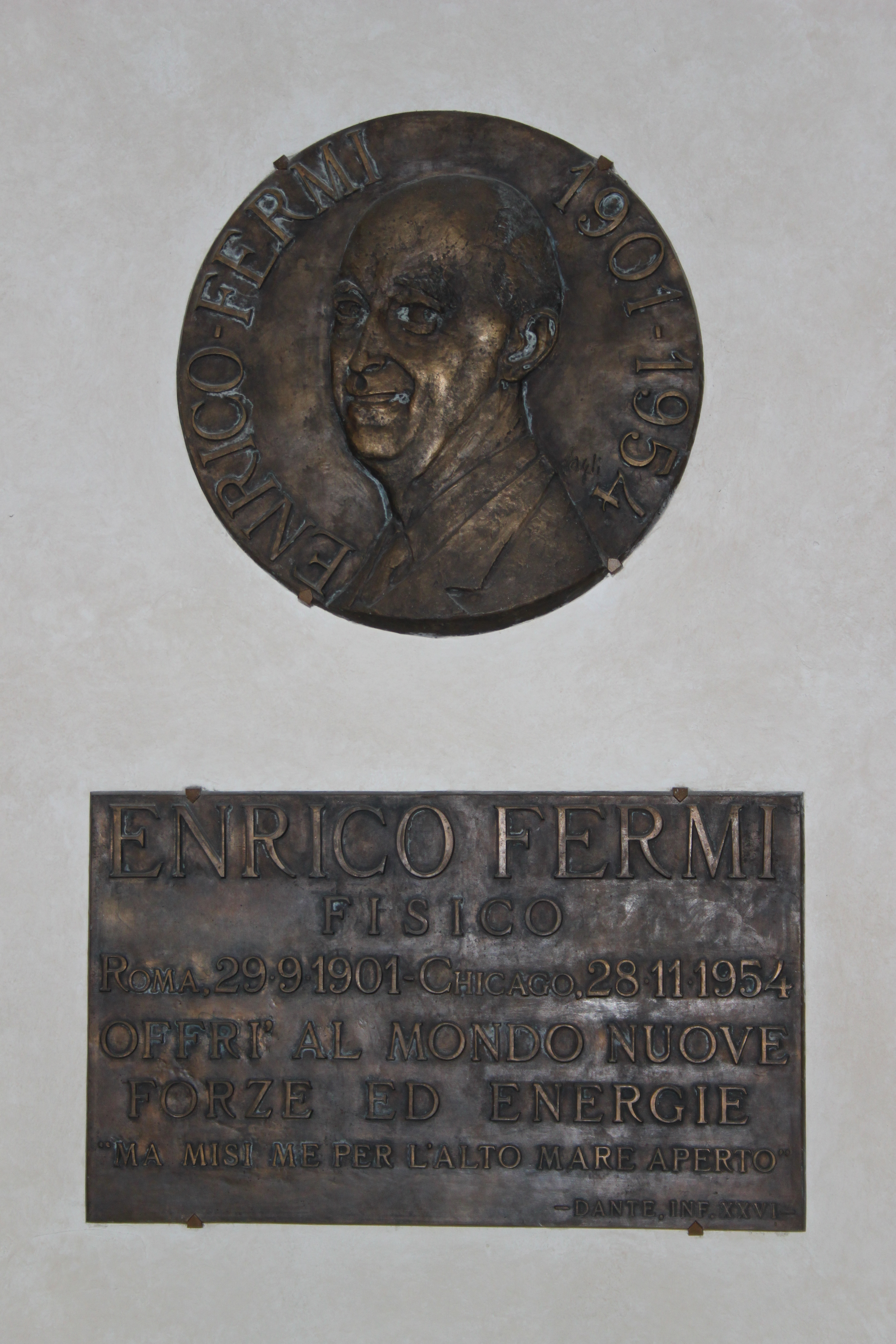
Gedenkstein für Enrico Fermi in der Kirche „Santa Croce“ in Florenz, Italien

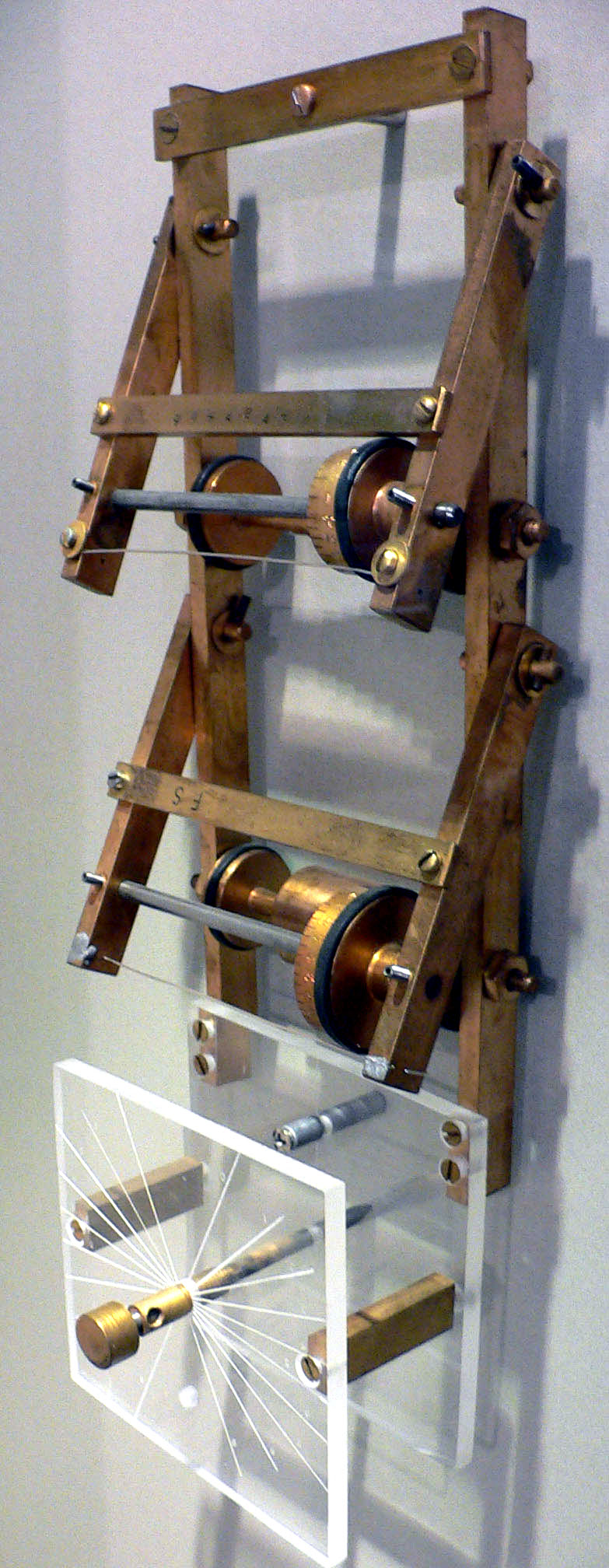
Der FERMIAC, ein von Enrico Fermi erfundener analoger Computer zum Studium des Neutronentransports

Enrico Fermi (* 29. September 1901 in Rom; † 28. November 1954 in Chicago, Illinois) war ein italienischer Physiker und einer der bedeutendsten Kernphysiker des 20. Jahrhunderts. 1938 erhielt er den Nobelpreis für Physik.

## Leben
Fermi war das dritte und jüngste Kind von Alberto Fermi, einem Abteilungsleiter im italienisch Ministero delle poste e dei telegrafi, und Ida De Gattis, einer Grundschullehrerin. Seine beiden Geschwister waren Marie (1899–1959) und Giulio Fermi (1900–1915).
Bereits im Alter von 17 Jahren begann er ein Physikstudium an der Scuola Normale Superiore in Pisa, das er 1922 magna cum laude mit einer experimentellen Arbeit über Röntgenstreuung an Kristallen mit dem Laurea-Abschluss beendete. 1923 hatte Fermi dank eines Stipendiums einen mehrmonatigen Forschungsaufenthalt in Göttingen bei Max Born. Göttingen war damals das führende Zentrum der theoretischen Physik, hier entstanden viele wesentliche Arbeiten für die Quantenmechanik. 1924 arbeitete er mehrere Monate in den Niederlanden bei Paul Ehrenfest, ebenfalls ein Mitbegründer der Quantenmechanik. Danach kehrte er nach Italien zurück und nahm für die akademischen Jahre 1924/25 und 1925/26 einen Lehrauftrag für Mathematik an der Universität Florenz wahr. 1926 nahm er den Ruf auf den von Orso Mario Corbino neu gegründeten Lehrstuhl für theoretische Physik an der Universität Rom (La Sapienza) an, den er bis 1938 innehatte. Fermi war seit 1924 Mitglied des Freimaurerbundes.
Seit 1928 war er mit Laura Capon (1907–1977) verheiratet und hatte mit ihr zwei Kinder: Nella (1931–1995) und Giulio (1936–1997).
In der Zeit von 1926 bis 1932 entstanden wichtige Arbeiten von Fermi zur Quantenmechanik mit Anwendungen zum Beispiel in der Festkörperphysik und Quantenstatistik (Fermi-Dirac-Statistik für Fermionen, Fermis Goldene Regel, Fermifläche, Fermi-Resonanz, Thomas-Fermi Theorie des Atoms). In Rom entstand um Fermi eine sehr aktive Gruppe theoretischer und experimenteller Physiker. Ihr gehörten Gian-Carlo Wick, Ugo Fano, Giovanni Gentile, Giulio Racah, Ettore Majorana sowie die Experimentatoren Franco Rasetti, Giuseppe Cocconi, Emilio Segrè, Edoardo Amaldi und Bruno Pontecorvo an.
Angeregt durch die Entdeckung des Neutrons durch James Chadwick im Jahr 1932 sowie durch den Nachweis von Kernumwandlungen nach Bestrahlung mit Alphateilchen durch Irène und Frédéric Joliot-Curie wandte sich Fermi 1934 der Experimentalphysik zu. Seine bahnbrechende Entdeckung war, dass Kernumwandlungsprozesse durch Neutronenstrahlung wesentlich effektiver ablaufen. Eine weitere Verbesserung der Ausbeute erhält man, wenn die Neutronen stark abgebremst werden (thermische Neutronen). 1934 veröffentlichte Fermi seine Theorie des Beta-Zerfalls („Fermi-Wechselwirkung“). Schon 1933 hatte er die Bezeichnung Neutrino für eines der am Beta-Zerfall beteiligten Teilchen geprägt, dessen Existenz drei Jahre zuvor von Wolfgang Pauli postuliert worden war.
Durch Neutronenbestrahlung des damals schwersten bekannten Elementes Uran erzielten Fermi und seine Mitarbeiter ebenfalls Veränderungen im Ausgangsmaterial (anderes chemisches Verhalten, geänderte Halbwertszeiten der austretenden Strahlung) und interpretierten diese irrtümlich als Kernumwandlung zu Transuranen (Nature-Artikel 1934). Ida Noddack kritisierte das und wies schon auf die Möglichkeit einer Kernspaltung hin, was dann vier Jahre später Otto Hahn und Fritz Straßmann mittels chemisch-analytischer Techniken zeigten; die theoretischen Grundlagen wurden von Lise Meitner und Otto Frisch erarbeitet (siehe Geschichte der Kernspaltung). Das erste Transuran konnte erst 1942 nachgewiesen werden, allerdings nach einer gänzlich anderen Synthesevorschrift. 1938 erhielt Fermi für seine Arbeiten den Nobelpreis für Physik (laut offizieller Begründung für die Identifizierung neuer radioaktiver Elemente produziert nach Bestrahlung mit Neutronen und seine Entdeckung von Kernreaktionen, die durch langsame Neutronen bewirkt werden), obschon seine Interpretation des Neutronenexperiments (Erzeugung von Transuranen) nach heutigem Kenntnisstand falsch war.
Im selben Jahr emigrierte Fermi aufgrund der 1938 erlassenen antisemitischen Gesetze des Mussolini-Regimes, die seine jüdische Frau Laura, seine beiden Kinder und einige seiner Mitarbeiter betrafen, mit seiner Familie in die USA. Anfang der 1940er-Jahre arbeitete Fermi mit Isidor Isaac Rabi und Polykarp Kusch an der Columbia-Universität in New York. Ihm gelang am 2. Dezember 1942 um 15:25 Uhr an der University of Chicago mit dem Kernreaktor Chicago Pile No. 1 erstmals eine kritische Kernspaltungs-Kettenreaktion, eine Leistung, die auf der theoretischen Vorarbeit von Leó Szilárd fußte.
Im April 1943 schlug Fermi Robert Oppenheimer die Möglichkeit vor, mittels der radioaktiven Nebenprodukte aus der Anreicherung die deutsche Lebensmittelversorgung zu verseuchen. Hintergrund war Angst davor, dass das deutsche Atombombenprojekt schon in einem fortgeschrittenen Stadium wäre, und Fermi war auch zum damaligen Zeitpunkt skeptisch, ob eine Atombombe schnell genug entwickelt werden konnte. Oppenheimer besprach den „vielversprechenden“ Vorschlag mit Edward Teller, welcher die Verwendung von Strontium-90 vorschlug. Auch James Bryant Conant und Leslie R. Groves wurden unterrichtet, Oppenheimer wollte aber nur dann den Plan in Angriff nehmen, falls mit der Waffe genug Nahrungsmittel verseucht werden könnten, um eine halbe Million Menschen zu töten.
Im Sommer 1944 zog Fermi mit seiner Familie nach Los Alamos (New Mexico) in das geheime Atom-Forschungslabor der USA. Als Berater von Robert Oppenheimer spielte Fermi (Deckname: Henry Farmer) eine wichtige Rolle bei Entwicklung und Bau der ersten Atombomben. Nach dem Zweiten Weltkrieg beschäftigte sich Fermi wieder mit der Grundlagenforschung im Kernforschungszentrum an der Universität Chicago. Nach einer Europareise 1954 wurde bei Fermi Magenkrebs diagnostiziert. Er unterzog sich am 9. Oktober einer Operation und starb sieben Wochen später.

## Fortwirken
Fermi war für seine schnellen Abschätzungen und seine physikalische Intuition bekannt – er war ein Meister der „back of the envelope“-Rechnungen (die nicht mehr Platz als die Rückseite eines Briefkuverts benötigen). Sprichwörtlich sind auch die Fermi questions (Fermi-Probleme), wie etwa aus wenigen Daten die Anzahl der Klavierstimmer in einer Stadt wie Chicago abzuschätzen.
Nach ihm wurden das Elektronengas (auch Fermigas) (vgl. hierzu Metallbindung), eine Gruppe von Elementarteilchen (Fermionen), das künstlich hergestellte chemische Element Fermium und ein Energieniveau in Vielteilchensystemen (Fermi-Energie) benannt. Die Atomic Energy Commission der USA stiftete zu seinem Gedenken den z. Z. mit 50.000 US-Dollar dotierten Enrico-Fermi-Preis. Das Fermi National Accelerator Laboratory bei Chicago ist nach ihm benannt und die regelmäßigen Kurse der International School of Physics Enrico Fermi der italienischen physikalischen Gesellschaft und deren Premio Enrico Fermi.

## Werke (Auswahl)
Bücher
- Emilio Segrè, Franco Rasetti, Enrico Persico, Edoardo Amaldi, Herbert Anderson, C. S. Smith, A. Wattenberg (Hrsg.): Note e Memorie (Collected works), University of Chicago Press, Accademia dei Lincei, 2 Bde. 1962, 1965.
- Introduzione alla Fisica Atomica. N. Zanichelli, Bologna 1928.
- Fisica per i Licei. N. Zanichelli, Bologna 1929.
- Molecole e cristalli. N. Zanichelli, Bologna 1934.
- Fisica per Istituti Tecnici. N. Zanichelli, Bologna 1938.
- mit Edoardo Amaldi: Fisica per Licei Scientifici. N. Zanichelli, Bologna 1938.
- Nuclear physics. University of Chicago Press 1949, 1950.
- Thermodynamics. Prentice-Hall 1937, Dover 1956 (Vorlesung von 1936).
- Elementary particles. Yale University Press, New Haven 1951.

Einige Aufsätze
- Zur Quantelung des einatomigen idealen Gases. Zeitschrift für Physik Bd. 36, 1926, S. 902–912 (Fermi-Statistik).
- Versuch einer Theorie der Betastrahlen. Zeitschrift für Physik Bd. 88, 1934, S. 161.
- Possible production of elements of atom number greater than 92. Nature Bd. 133, 1934, S. 898, (Fermi meinte irrtümlich, Transurane erzeugt zu haben).
- Quantum theory of radiation. Reviews of modern physics, Bd. 4, 1932, S. 87–132.
- Über den Ramaneffekt des Kohlendioxyds. Zeitschrift für Physik Bd. 71, 1931, S. 250–259 (Fermi-Resonanz).
- Experimental production of a divergent chain reaction. American Journal of physics, Bd. 20, 1952, S. 536 (der Chicago-Reaktor, wieder abgedruckt in Horst Wohlfahrt: 40 Jahre Kernspaltung, Wissenschaftliche Buchgesellschaft 1979).

## Ehrungen

### Auszeichnungen und Mitgliedschaften
- 1926 Matteucci-Medaille
- 1938 Nobelpreis
- 1939 Fellow der American Physical Society
- 1939 Mitglied der American Philosophical Society
- 1942 Hughes-Medaille
- 1946 Medal for Merit
- 1947 Franklin Medal
- 1950 Barnard-Medaille
- 1953 Henry Norris Russell Lectureship
- 1953 Rumford-Preis
- 1954 Max-Planck-Medaille

Er war auswärtiges Mitglied der Royal Society (1950), der Royal Society of Edinburgh, Mitglied der National Academy of Sciences und der Leopoldina (1935).
1936 wurde er Ehrendoktor der Ruprecht-Karls-Universität Heidelberg, 1946 der Yale University und der Washington University, 1948 der Harvard University und 1952 der University of Rochester. 1953 war er Präsident der American Physical Society.
In Italien war er Mitglied der Accademia d’Italia.

### Nach Enrico Fermi benannte Begriffe
Siehe auch: Kategorie:Enrico Fermi als Namensgeber
Physikalische Konzepte:
- das Fermion, ein Teilchentyp, und davon abgeleitet:
  - das Fermigas
  - das Fermionen-Kondensat
- die Fermi-Dirac-Statistik, eine Form von Quantenstatistik
  - darin die Fermiverteilung (beinhaltet Fermi-Kante bzw. Fermi-Energie {\displaystyle E_{\rm {F}}} und Fermi-Temperatur)
  - Intrinsisches Fermi-Niveau
  - die Fermi-Fläche zur Beschreibung des energetischen Zustands von Elektronen in einem Metall
- die Fermi-Geschwindigkeit von Elektronen
- die Fermi-Flüssigkeit, eine Form von Quantenflüssigkeit
- die Fermi-Flüssigkeits-Theorie (Fermi-Landau-Flüssigkeits-Theorie)
- die Fermi-Resonanz
- das Thomas-Fermi-Modell, Atommodell, in dem die Elektronenhülle wie ein Gas von Elektronen behandelt wird
- Fermis Goldene Regel
- Fermi-Pasta-Ulam-Experiment
- Fermi-Wechselwirkung (Fermikonstante)

Philosophische und methodische Konzepte:
- das Fermi-Paradoxon zur Frage, ob wir die einzigen intelligenten Wesen im Universum sind
- das Fermi-Problem zur Abschätzung von Werten ohne genaue Messdaten

Sonstiges:
- das chemische Element Fermium
- die (veraltete) Längeneinheit: 1 Fermi = 1 fm = 10−15 m = 1 Femtometer
- der Enrico-Fermi-Preis für die Forschung an der Entwicklung, Nutzung oder Kontrolle der Kernenergie
- das Fermilab (Fermi National Accelerator Laboratory) in Illinois, USA
- der ehemalige Name der nach ihm benannten und vom Fermilab sowie vom CERN entwickelten Linuxdistribution Fermi Linux (jetzt Scientific Linux)
- das Kernkraftwerk Enrico Fermi in den USA
- das ehemalige Kernkraftwerk Enrico Fermi in Italien
- das Fermi Gamma-ray Space Telescope, ein Weltraumteleskop für Gammaastronomie
- die Fermi-Architektur für Grafikprozessoren, entwickelt von Jason  W
- 1970 Namensgeber für den Mondkrater Fermi
- 1999 Namensgeber für den Asteroiden (8103) Fermi

## Rezeption
Peter Gabriel nennt Fermi in seinem Text des Liedes Games Without Frontiers von 1980 „Adolf builds a bonfire/Enrico plays with it“ (=„Adolf baut ein Lagerfeuer/Enrico spielt damit“), in dem er auf Zeilen aus Evelyn Waughs Tagebuch zum V-J Day „Randolph built a bonfire and Auberon fell into it“ (=„Randolph baute ein Lagerfeuer und Auberon fiel hinein.“) anspielt.